# Geringas
Geringas ist  ein litauischer männlicher Familienname, der auf den deutschen Familiennamen Göring bzw. dessen Varianten zurückgeht.

## Weibliche Formen
- Geringaitė (ledig)
- Geringienė (verheiratet)

## Namensträger
- Alexander Geringas (* 1971), deutscher Songwriter und Schauspieler
- David Geringas (* 1946), litauischer Cellist und Dirigent